# Tutto è possibile (film)
Tutto è possibile (Anything's Possible) è un film del 2022 diretto da Billy Porter.

## Trama
Kelsa, una studentessa di liceo trans molto sicura di se stessa, scopre che il suo compagno di scuola Khal è innamorato di lei decidendo di invitarla al ballo di fine anno.

## Distribuzione
Il film è stato distribuito sulla piattaforma Amazon Prime Video dal 22 luglio 2022.